# 小行星9904
小行星9904（英語：9904 Mauratombelli）是一颗围绕太阳公转的小行星。1997年7月29日，A. Boattini、L. Tesi在圣马尔切洛皮斯托耶塞发现了此天体。
这颗小行星的绝对星等为265.0316852677204等。